# Син полів (фільм, 1931)
«Син полів» (англ. A Son of the Plains) — вестерн 1931 року режисера Роберта Н. Бредбері. У головних ролях Боб Кастер, Доріс Філліпс та Дж. П. Макґовен.

## У ролях
- Боб Кастер — Боб Брент
- Доріс Філліпс — Енн Фаррелл
- Дж. П. Макґовен — Ден Фаррелл
- Едвард Гірн — Бак Брокоу
- Єва Г'юм — Роксі
- Ґордон Де Майн — шерифа Метт Вудс
- Ел Сент-Джон — п'янчуга з салуну